# Theo Balden
Theo Balden (* 6. Februar 1904 bei Blumenau, Brasilien; † 30. September 1995 in Berlin; eigentlich Otto Koehler) war ein deutscher Bildhauer und Grafiker.

## Leben und Werk

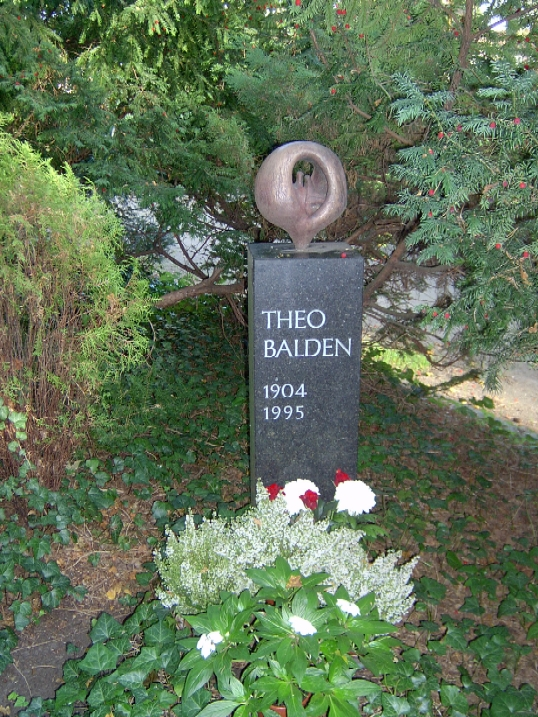
Grab auf dem Friedhof Pankow III

Otto Koehler wurde als drittes Kind des deutschen Auswandererehepaars Bertha und Otto Koehler am Rio Raffael in der Nähe der brasilianischen Stadt Blumenau geboren. Nach dem Unfalltod des Vaters im Jahr 1905 kehrte die Mutter mit ihren Kindern 1906 nach Deutschland zurück und zog nach Berlin. Ab 1910 besuchte Otto die Volksschule und erhielt wegen seines zeichnerischen Talents 1917 gesonderten Zeichenunterricht.
Von 1918 bis 1922 lernte Otto Koehler Technischer Zeichner in der Maschinenbaufabrik Ludwig Loewe & Co. (Berlin). Anschließend studierte er 1923/24 am Bauhaus in Weimar unter anderem bei László Moholy-Nagy und Oskar Schlemmer. Ab 1924 war er freischaffender Künstler. Er wurde 1926 Mitglied der Roten Hilfe, einer Solidaritätsorganisation der KPD, und trat 1928 auch in KPD ein. Im Jahr 1929 schloss sich Koehler der Assoziation revolutionärer bildender Künstler (Asso) an. Nach der Machtergreifung der Nationalsozialisten war er in einer illegalen Widerstandsgruppe aktiv und wurde im Januar 1934 verhaftet, nach 9 Monaten aber unter Polizeiaufsicht freigelassen. 1935 konnte er mit einem falschen Pass auf den Namen Theo Balden nach Prag fliehen. Diesen Namen behielt er in Zukunft bei.
In Prag war Balden Mitbegründer und Erster Vorsitzender des nach Oskar Kokoschka benannten Oskar-Kokoschka-Bundes deutscher und österreichischer Künstler. Die Besetzung der Tschechoslowakei durch die deutsche Wehrmacht im Jahr 1939 zwang Balden zur Flucht nach Großbritannien. In London wirkte er weiter als Künstler und arbeitete daneben als Gärtner. Hier heiratete er Annemarie Romahn (Annemarie Balden-Wolff). Nach dem deutschen Angriff auf Frankreich wurde Balden wie andere deutsche Emigranten als feindlicher Ausländer interniert und mit deutschen Kriegsgefangenen nach Kanada gebracht. Nach mehreren Monaten im Internierungslager kam Balden 1941 nach Fürsprache der britischen Royal Academy of Arts frei und kehrte nach London zurück. Er beschäftigte sich in einer Gießerei mit Metallguss und arbeitete für das Museum der Stadt Derby. Seine Werke wurden in verschiedenen Ausstellungen in Großbritannien gezeigt.
Zwei Jahre nach Beendigung des Zweiten Weltkriegs, 1947, kehrte Theo Balden nach Deutschland zurück und ließ sich in Ost-Berlin nieder. Von 1948 bis 1950 war er Mitarbeiter der Satirezeitschrift Ulenspiegel. Von 1950 bis 1958 unterrichtete an der Kunsthochschule Berlin-Weißensee der DDR. Nach vorzeitiger Pensionierung infolge eines Herzinfarkts lebte Balden danach als freischaffender Künstler. Beobachter interpretieren seine frühe Pensionierung auch als Entlassung aus dem Hochschuldienst, weil er sich im Formalismusstreit, der den sozialistischen Realismus als verbindliche Stilform zum Inhalt hatte, ablehnend äußerte.
Nach der Scheidung von Annemarie Romahn im Jahr 1952 heiratete Balden 1955 Edith Egerland, mit der er einen Sohn hatte. 1970 wurde er Mitglied der Deutschen Akademie der Künste und 1974 Ehrenmitglied des Verbandes Bildender Künstler der DDR. In der Nähe seiner letzten Wohnstätte, auf dem Friedhof Pankow III, wurde er beigesetzt.

## Ehrungen
Balden erhielt folgende staatlichen Anerkennungen:
- 1965 Kunstpreis der DDR,
- 1967 und 1976 Nationalpreis der DDR,
- 1969 Johannes-R.-Becher-Medaille und Käthe-Kollwitz-Preis,
- 1969 und 1979 Vaterländischen Verdienstorden,
- 1981: Goethe-Preis der Stadt Berlin (für sein bildnerisches Gesamtschaffen)
- 1982 Hans-Grundig-Medaille
- 1983 Karl-Marx-Orden.

Die Akademie der Künste der DDR ehrte Baldens Werk 1984 in einer Ausstellung (Retrospektive). Im gleichen Jahr verlieh ihm die Universität Greifswald die Ehrendoktorwürde.
Im Jahr 1990 wurde er Ehren-Professor der Kunsthochschule Berlin-Weißensee.

## Plastiken (Auswahl)
- 1945: Mahnung,
- 1955: Ernst Busch (Büste, Bronze; ausgestellt 1958/1959 auf der Vierten Deutschen Kunstausstellung)[3]
- 1956: Alte im Fenster,
- 1957: Vietnamesischer Freiheitskämpfer,
- 1961: Torso eines Gemarterten,
- 1964: Zwiesprache (Studentenwohnheime Wundtstraße, Dresden),[4]
- 1965: Mutter mit Kind,
- 1967: Zeitungsleser,
- 1967: Mann im Sturm,
- 1969: Karl Liebknecht (Bronze, vom Marktplatz in Luckau an eine Stadtmauer versetzt),[5]
- 1972: Vogelbaum,
- 1972: Stürzender und Aufsteigender,
- 1974: Hommage – Victor Jara,
- 1974: Geschwister (im Müggelpark am Spreetunnel in Berlin-Friedrichshagen),
- um 1974: Entwurf eines Grabreliefs für die KZ-Gedenkstätte Mittelbau-Dora (um 1974, Bronze)[2]
- 1980: Paraphrase zu Michelangelos Sklaven,
- 1982: Pieta perversa II,
- 1983: Karl Liebknecht – Herz und Flamme der Revolution (am Karl-Liebknecht-Forum in Potsdam),
- 1990: Großer Torso eines Gemarterten, 1990, Bronze[6]

## Galerie

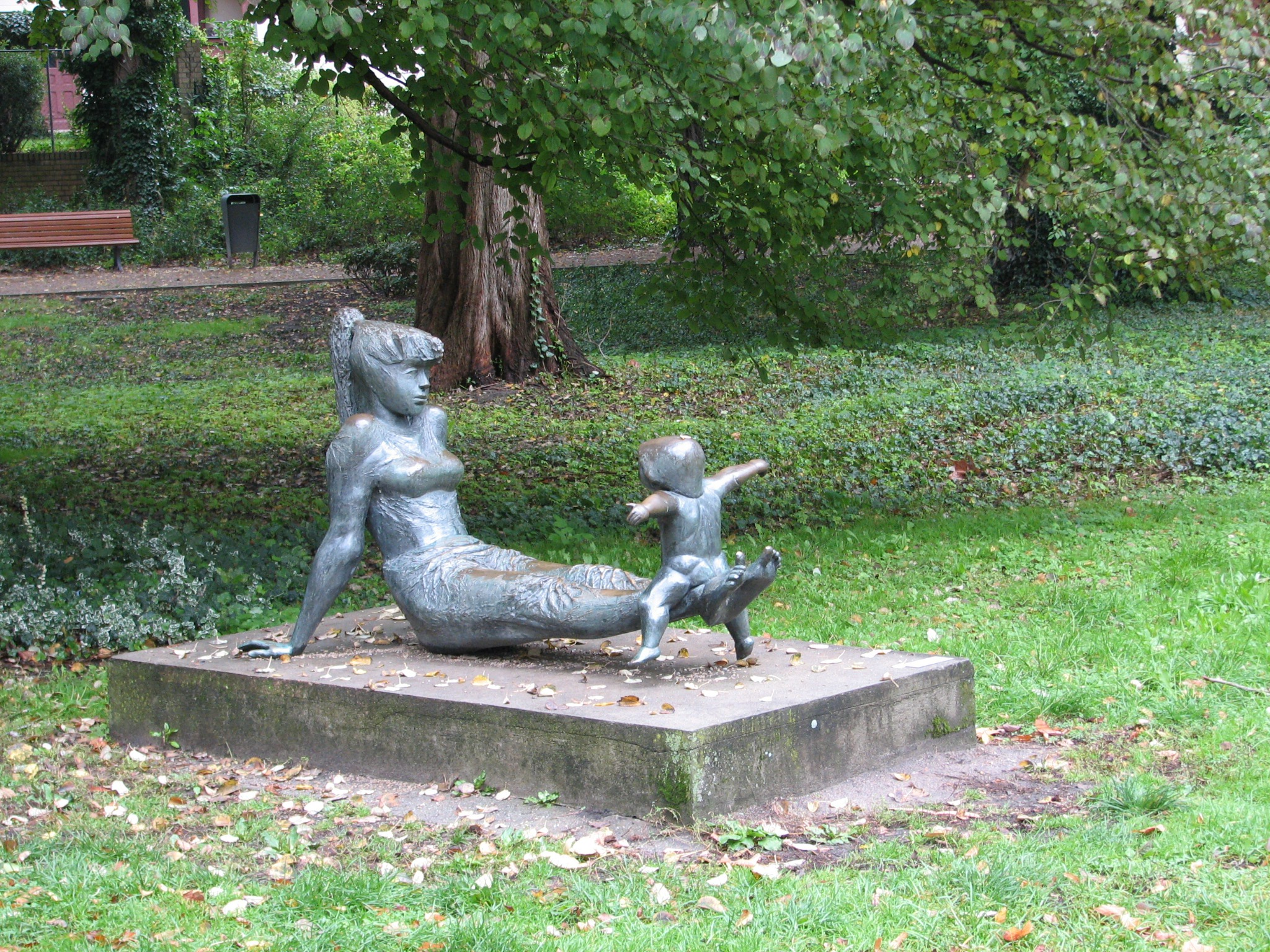
Geschwister, 1962, Müggelpark, Berlin-Friedrichshagen
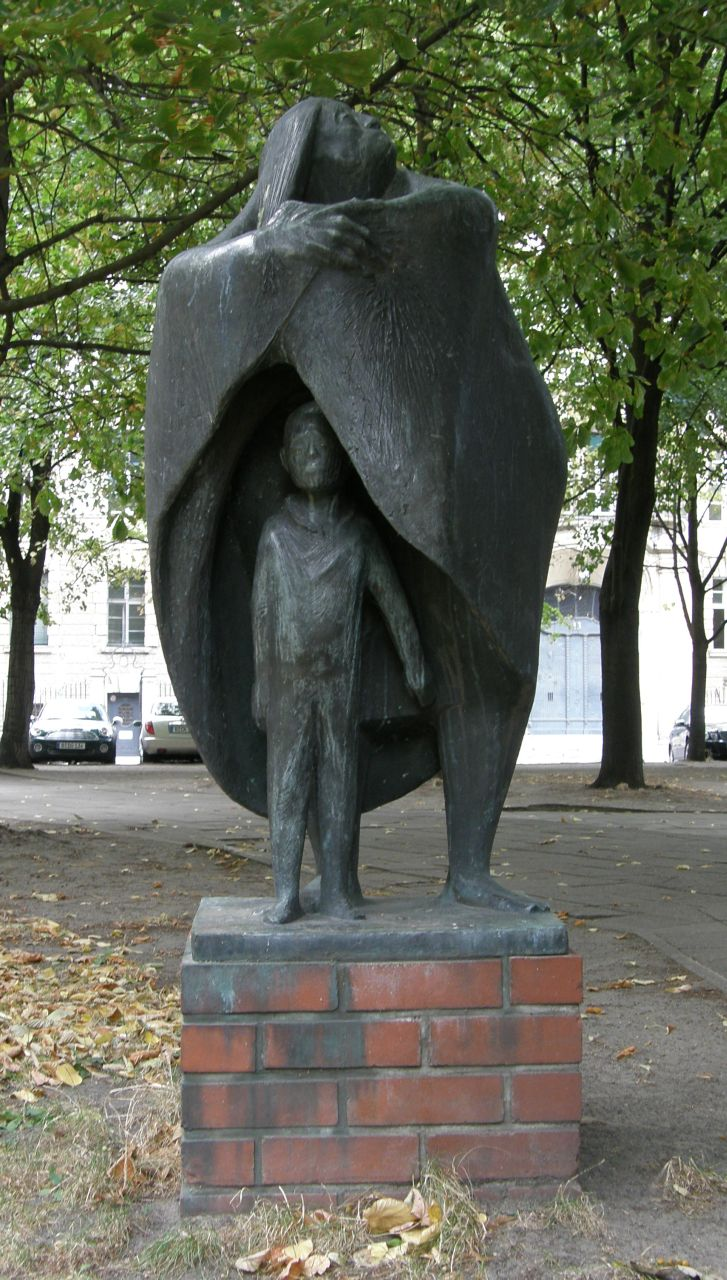
Mutter mit Kind, 1965, Bronze, südlich der Ruine der Klosterkirche, Berlin-Mitte
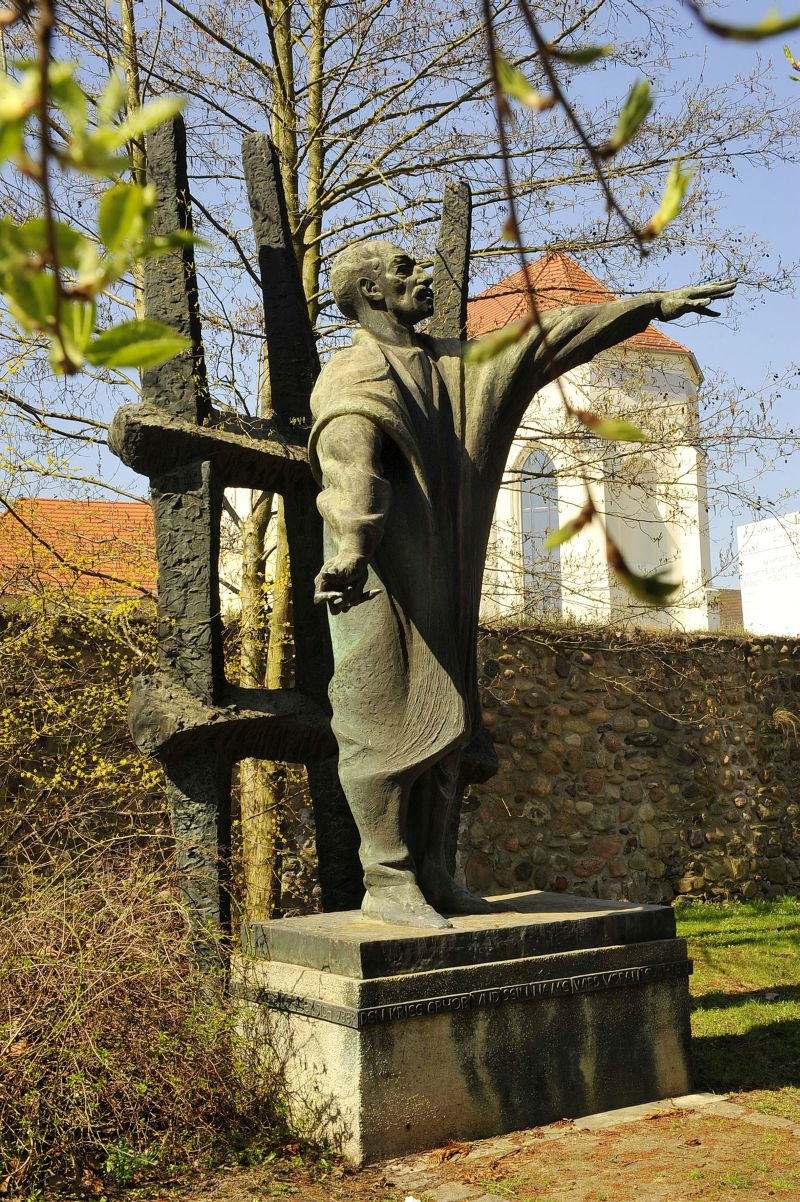
Karl-Liebknecht-Denkmal in Luckau, eingeweiht 1969 zum 50. Todestag von Karl Liebknecht
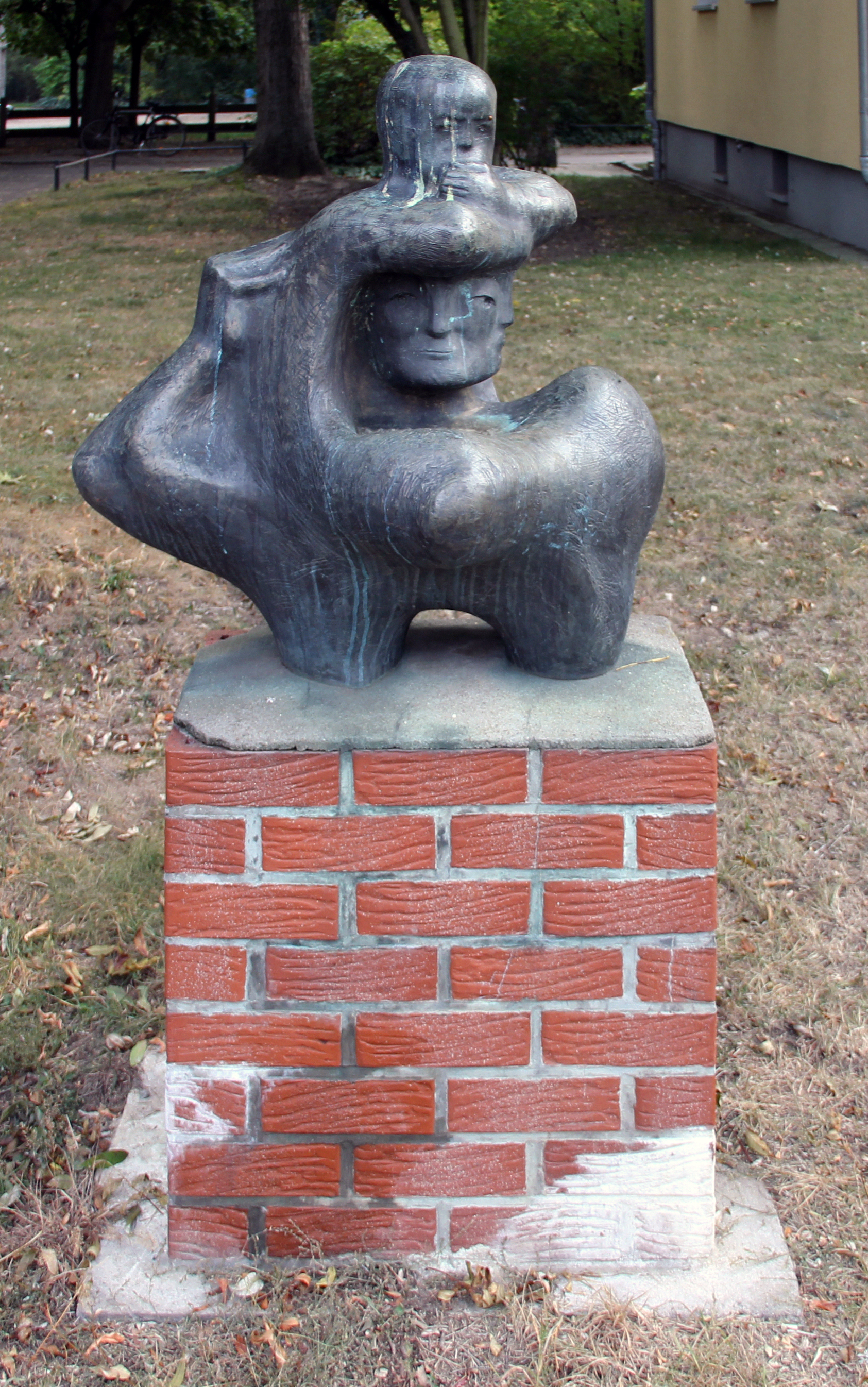
Mutter mit Kind, 1974, Berlin-Pankow

## Ausstellungen
- 1948: erste Einzelausstellung in der Galerie Franz in Berlin
- 1958–1995: Theo Balden beteiligte sich an Kunstausstellungen in der DDR, in Japan, den Niederlanden, in Jugoslawien, in Syrien und in Frankreich.
- 1971: In der Berliner Nationalgalerie und im Museum der bildenden Künste Leipzig werden Baldens Werke ausgestellt.[7]